# Osório Carvalho
Osório Smith de Freitas Carvalho, noto semplicemente come Osório Carvalho (Carcavelos, 24 luglio 1981), è un ex calciatore portoghese naturalizzato angolano, di ruolo centrocampista.

## Carriera

### Club
Ha giocato nel campionato portoghese, angolano e cipriota.

### Nazionale
Ha esordito con la nazionale angolana nel 2010.